# Pleins feux sur Stanislas
 (janvier 2021).
Si vous disposez d'ouvrages ou d'articles de référence ou si vous connaissez des sites web de qualité traitant du thème abordé ici, merci de compléter l'article en donnant les références utiles à sa vérifiabilité et en les liant à la section « Notes et références ».
 (janvier 2021).
La mise en forme du texte ne suit pas les recommandations de Wikipédia : il faut le « wikifier ».
Les points d'amélioration suivants sont les cas les plus fréquents. Le détail des points à revoir est peut-être précisé sur la page de discussion.
- Les titres sont pré-formatés par le logiciel. Ils ne sont ni en capitales, ni en gras.
- Le texte ne doit pas être écrit en capitales (les noms de famille non plus), ni en gras, ni en italique, ni en « petit »…
- Le gras n'est utilisé que pour surligner le titre de l'article dans l'introduction, une seule fois.
- L'italique est rarement utilisé : mots en langue étrangère, titres d'œuvres, noms de bateaux, etc.
- Les citations ne sont pas en italique mais en corps de texte normal. Elles sont entourées par des guillemets français : « et ».
- Les listes à puces sont à éviter, des paragraphes rédigés étant largement préférés. Les tableaux sont à réserver à la présentation de données structurées (résultats, etc.).
- Les appels de note de bas de page (petits chiffres en exposant, introduits par l'outil «  Source ») sont à placer entre la fin de phrase et le point final[comme ça].
- Les liens internes (vers d'autres articles de Wikipédia) sont à choisir avec parcimonie. Créez des liens vers des articles approfondissant le sujet. Les termes génériques sans rapport avec le sujet sont à éviter, ainsi que les répétitions de liens vers un même terme.
- Les liens externes sont à placer uniquement dans une section « Liens externes », à la fin de l'article. Ces liens sont à choisir avec parcimonie suivant les règles définies. Si un lien sert de source à l'article, son insertion dans le texte est à faire par les notes de bas de page.
- La présentation des références doit suivre les conventions bibliographiques. Il est recommandé d'utiliser les modèles {{Ouvrage}}, {{Chapitre}}, {{Article}}, {{Lien web}} et/ou {{Bibliographie}}. Le mode d'édition visuel peut mettre en forme automatiquement les références.
- Insérer une infobox (cadre d'informations à droite) n'est pas obligatoire pour parachever la mise en page.

Pour une aide détaillée, merci de consulter Aide:Wikification.
Si vous pensez que ces points ont été résolus, vous pouvez retirer ce bandeau et améliorer la mise en forme d'un autre article.
Série Stanislas
L'honorable Stanislas, agent secret
(1963)
Pour plus de détails, voir Fiche technique et Distribution.
Pleins feux sur Stanislas est un film d'espionnage franco-allemand réalisé par Jean-Charles Dudrumet et sorti en 1965.
Le film suit un agent secret, qui vient de se retirer des « affaires », qui écrit ses souvenirs. C'est alors qu'un mort suspect vient perturber son quotidien. Appelé pour une nouvelle affaire, Stanislas accepte cette mission, qui va bientôt faire de lui la cible d'une chasse à l'homme. Ce sera le début d'aventures mouvementées qui finalement crédibiliseront le livre de Stanislas.

## Synopsis
Paris 1965 - Ex-agent secret malgré lui, Stanislas-Évariste Dubois, a décidé de prendre sa retraite et d'écrire le troisième tome de ses « Mémoires d'un agent très secret ». À l’unanimité, son livre a reçu le prix des Barbouzes et il le présente à la télévision lors d'une émission littéraire.
Le lendemain, il a la désagréable surprise de lire une critique virulente, acerbe et ironique de son ouvrage, signée du pseudonyme : « le neveu de Rameau ». Furieux, il fonce à l'immeuble du journal Le Figaro dans le but de s'expliquer avec l'auteur de l’article. Là, il tombe sur la secrétaire de Rameau, mais découvre plus tard, lors d'un bal de charité que la « secrétaire » et le « neveu » ne font qu'un ou plutôt qu'une charmante blonde nommée Bénédicte Rameau qu’il désire courtiser. Pas rancunier, il la raccompagne chez elle mais, dans le hall de l’immeuble, tous deux découvrent un homme grièvement blessé. Tandis que Stanislas sort pour appeler Police-secours, l’homme balbutie à l’oreille de Bénédicte ces derniers mots, « les treize » et « cercueil », avant de décéder. À peine a-t-elle le temps de sortir pour retrouver Stanislas et la police et le mort disparaît. Une mystérieuse ambulance a emporté le cadavre, retrouvé par la suite dans un lac du Bois de Boulogne et identifié : un certain Nikita Vesnourian.
Si le premier mot « les treize » semble vouloir signifier au Colonel de Sailly, ancien chef de Stanislas, le nom d'une organisation internationale d'espionnage appelée « 13 colonnes » dans laquelle les Chinois jouent un rôle important, le second mot « cercueil » ne dit rien à personne. Cependant les services secrets américains, russes et anglais, eux-mêmes aux prises avec « les 13 colonnes », tiennent à savoir, coûte que coûte, ce que le mourant a bien pu dire à Bénédicte, laquelle reste avec eux peu coopérative. Stanislas reprend du service. Force-lui est de suivre l'affaire, mais il va se retrouver une fois de plus dans une aventure qui le dépasse. D’abord il trouve sa maison chamboulée, ses domestiques et sa secrétaire ligotés et de toute évidence, quelqu'un veut le tuer, car son percepteur meurt en absorbant un verre de whisky empoisonné qui lui était clairement destiné. Puis Bénédicte est enlevée et lui-même kidnappé. Les deux prisonniers dans un château fort médiéval finissent par s’en évader sans mal, et trouvent refuge dans le havre de paix de la propriété de Monsieur Rameau, le père de Bénédicte, un vieil homme cardiaque adepte de longues siestes, un entomologiste très fière de sa précieuse collection de rares papillons et d’animaux en fourrure, laquelle ne résistera pas à l’effroyable destruction provoquée par l’arrivée inopinée des hommes de mains des « 13 colonnes », fracassant vitrines et mobiliers durant une bagarre homérique contre Stanislas.
Alors que Bénédicte, grâce à son enquête personnelle, découvre une poupée d’enfant dont la tête contient un mystérieux microfilm permettant au Colonel de faire arrêter les hommes de main des « 13 colonnes », tandis que de son côté, Stanislas rencontre Vladimir, le frère de Nikita, qui sur le point de lui révéler le secret de l’affaire, est à son tour assassiné. Surgit alors Rosine Lenoble, la fiancée de Vladimir, femme de chambre à l’hôtel « Les trois couronnes » à Cercueil. Stanislas, accompagné de Rosine, s’y rend discrètement mais là découvre la présence fortuite de Bénédicte ainsi que celles des espions anglais, russe et américain, qui n’ayant pas lâché l’affaire, sont toujours à la recherche de précieux renseignements.
Et, après quelques poursuites épiques entre tous les protagonistes, Stanislas et Bénédicte finissent par les neutraliser et par résoudre le mystère de « l’affaire » : en l'occurrence, un registre d'hôtel, dans une localité nommée « Cercueil » qui, contenant la liste complète des membres des « 13 Colonnes », que les frères Vesnourian cherchaient à vendre au Colonel, a permis le démantèlement de l’organisation d’espionnage.
Stanislas et Bénédicte peuvent enfin savourer leur amoureuse aventure, d’autant plus que Stanislas a le plaisir de constater que les écrits prévisionnels de « ses mémoires » ont bien été confirmés par la réalité des faits.

## Fiche technique
- Titre original : Pleins feux sur Stanislas
- Autres titres : Rendezvous der Killer (Allemagne), Agente muy secreto (Espagne), Sparate su Stanislao (Italie)
- Réalisation : Jean-Charles Dudrumet
- Assistant-réalisateur : Marceau Ginesy et Daniel Creusot
- Scénario et adaptation : Jean-Charles Dudrumet et Michel Cousin
- Décors : Olivier Girard, assisté de Maurice Pétri
- Costumes : Babette Rozan
- Robes de Nadja Tiller de Louis Féraud
- Coiffeur : Marc Blanchard
- Images : Pierre Gueguen
- Cameraman : Charles-Henri Montel, assisté de Guy Maria
- Son : Guy Chichignoud assisté de Guy Maillet et Jean Jak
- Maquillage : Alexandre Marcus et Yvonne Fortuna
- Montage : Armand Psenny (image), assisté de Brigitte Guérin
- Montage sonore :  Jeannine Verneau
- Musique : Georges Delerue (éditions Hortensia)
- Bagarres réglées par Claude Carliez assisté de Raoul Billerey
- Script-Girl : Claude Veriat
- Ensemblier : Georges Houssaye
- Régisseur général : Michel Bonnay
- Production : Raymond Borderie
- Sociétés de production : CICC, Films de La Licorne, Caro Film (Munich)
- Société de distribution : Prodis
- Directeur de la Production : Roger de Broin
- Format : Noir et blanc - 35 mm - 1,85:1 - Son mono
- Genre : parodie de film d'espionnage
- Pays :  France et  Allemagne de l'Ouest
- Durée : 93 minutes
- Dates de tournage : du 08 02 au 16 04 1965
- Date de sortie : 
  - France : 24 septembre 1965

## Distribution
- Jean Marais : Stanislas Dubois, agent secret, écrivain
- Nadja Tiller  (V.F : Michele Bardollet) : Bénédicte Rameau, critique littéraire
- André Luguet : le colonel de Sailly, le chef de Stanislas
- Bernadette Lafont : Rosine Lenoble, la fiancée de Vladimir
- Rudolf Forster : Monsieur Rameau
- Nicole Maurey : Claire
- Yvonne Clech : la patronne de l'hôtel
- Marcelle Arnold : Morin
- Jacques Morel : le percepteur de Stanislas
- Bernard Lajarrige : Paul, le domestique de Stanislas
- Edward Meeks : James Exbury, l'espion anglais
- Billy Kearns : l'espion américain
- Clément Harari : l'espion soviétique
- Henri Tisot : Agent 07
- Pierre Tchernia : le journaliste de la télévision
- Max Montavon : le serveur du wagon-restaurant
- Edmond Tamiz : Nikita / Vladimir, les frères assassinés
- Dorothée Blank: Anastasie, la servante de l'hôtel "Les Trois Couronnes"
- Jean-Roger Caussimon :
- Alice Field : Clémentine
- Guy Grosso : L'agent à bicyclette qui verbalise
- Michel Modo : L'autre agent à bicyclette qui verbalise
- Alain Nobis : Daniel
- César Torrès
- Rico Lopez : un membre des "13 colonnes"

acteurs non crédités 
- Henri Attal : un truand
- Dominique Zardi : un truand
- Michel Thomass : l'espion assommé par Bénédicte, membre des "13 colonnes"
- Éric Wasberg : le garde à la mitraillette
- Jean Sylvain : le vrai conservateur du château
- Georges Bever : Le réceptionniste de l'hôtel du Sacré-Cœur
- Édouard Francomme : Le serveur bousculé de l'hôtel "Les Trois Couronnes"
- Jacques David
- Gérard Buhr : le chauffeur de l'ambulance des "13 colonnes"
- Charles Régnier : le serveur de la réception "Les Petits Fauteuils Noirs"

## Dates et lieux de tournage
Dates de tournage : du 08 02  au 16 04 1965
À Paris : Place Vendôme - 1er arrondissement, Boulevard  Beaumarchais au siège du journal Le Figaro - 11e arrondissement, 9-11 rue du Docteur-Finlay (habitation fictive de Bénédicte, ainsi que le parking souterrain) et 3 rue Clodion (magasin de jouets, fermé depuis) - 15e arrondissement, Grande Cascade du Bois de Boulogne – 16e arrondissement, rue d’Orsel et rue Briquet du quartier de Montmartre - 18e arrondissement
À Marnes-la-Coquette, dans la propriété privée de Jean Marais (à l'époque)
Dans la grande salle des Preuses et sur les remparts du château de Pierrefonds (Oise)
Dans la forêt domaniale de Montmorency, au domaine de Chateauvert à Piscop (Val-d'Oise), pour la séquence de l'hôtel "Les Trois couronnes" du village Le Cercueil

## Autour du film
Christian Dureau, dans sa biographie sur l’acteur Marais, écrit qu’en ce début janvier 1965, Jean Marais, de retour de Côte d’Ivoire, après le tournage éprouvant du film de Christian-Jaque : Le Gentleman de Cocody, durant lequel il a été victime de plusieurs accidents dont deux poignets fracturés, hésite quelque peu à être à nouveau le héros d’un film d’action. Mais, ayant promis au réalisateur Jean-Charles Dudrumet une suite à son film tourné deux ans plus tôt L'Honorable Stanislas, agent secret, sorti en 1963, finit par accepter le tournage de Pleins feux sur Stanislas en février, avant d’enchaîner la même année avec les tournages de Train d’enfer de Gilles Grangier au printemps et Fantômas se déchaine d’André Hunebelle, à l’été 1965.
À la différence du premier film de Dudrumet, dans cette suite des aventures de Stanislas, il ne faut pas s’attendre à un film d'espionnage à la James Bond, bien que notre agent-secret se déplace dans une automobile britannique AC Aceca aux formes italiennes. 
C’est aussi une comédie légère pleine d’humour et bien rythmée avec des moments fort sympathiques qui sont à retenir comme, le comique de répétition du numéro de charme d'André Luguet, le chef de Stanislas, qui se trouve toujours en galante compagnie lorsque Stanislas lui téléphone et, à chaque fois, c’est une délicieuse créature qui lui répond : « c'est pour toi mon biquet…. » avec une « surprise » finale assez rigolote...et inattendue ! Ou encore cette fameuse scène ou Stanislas trouve sa dévouée secrétaire, Morin, ligotée et bâillonnée dans un placard ainsi ses deux autres domestiques ligotés eux aussi dans la cuisine et qu'il délivre d'abord « Virginie », sa petite chienne teckel, ligotée et bâillonnée elle aussi à l'intérieur du piano avant que de s'occuper de son personnel. Ou de la même manière, lorsque Stanislas préfère se bagarrer avec les autres espions des pays adverses plutôt que de délivrer la pauvre Bernadette Lafont qui, ligotée aussi, devra s'éloigner d'eux à cloche-pied pour ne pas risquer d'être blessée dans la bagarre.
Dans une sorte d'hommage à Hitchcock, Dudrumet reprend à son compte, le dernier plan symbolique de La Mort aux trousses, pour évoquer l'union charnelle du couple enfin réuni, du train qui entre dans un tunnel.
Aventure rocambolesque, farce de bon enfant dont l'influence des Barbouzes de Georges Lautner, sorti l'année précédente en 1964, est flagrante.
Box-office France 1965 : 1 125 104 spectateurs 
Périodiques :
- La Cinématographie française, n° 2129, 25 septembre 1965
- Cinémonde, n° 1596, 9 mars 1965 - n° 1603, 27 avril 1965 - n° 1619, 28 septembre 1965,
- Ciné Télé Revue, n° 18, 29 avril 1965

- Le Film Français, n° 1113, 8 octobre 1965
- Le Technicien du film, n° 115, 15 avril 1965
- Variety, 13 octobre 1965